# Article indefinit
Un article indefinit és un article, la funció del qual és determinar un nom que encara no es coneix i que es presenta per primera vegada en el discurs. Pròpiament dit el determinant un només és indefinit quan es troba amb flexió de gènere plural, a saber, uns, unes, car quan està en forma singular indica una quantitat concreta, tot i que sense especificar-ne cap de particular.
Exemple: 
Una vegada hi havia un rei. El rei tenia una filla. Aquesta filla es va enamorar d'un príncep.
En tots aquests casos només hi ha un de rei, de filla o de príncep (quantitat) però no especifica quin de tots els reis, filles o prínceps possibles és.
La primera vegada que apareix un concepte va amb un i la segona amb un altre determinant (un article: el, la, els, les, o un demostratiu: aquest, aquesta, aquests, aquestes).
No totes les llengües tenen articles indefinits. Alguns idiomes usen el numeral amb la mateixa funció i d'altres no tenen articles.